# GUILTY (GLAYのアルバム)
『GUILTY』（ギルティー）は、GLAYのメジャー12枚目のオリジナルアルバム。2013年1月23日にloversoul music & associatesから発売。

## 解説
『GLAY STADIUM LIVE 2012 THE SUITE ROOM in OSAKA NAGAI STADIUM Supported by glico』にて発表された「GLAY 7 BIG SURPRISES」の第2弾として、11thアルバム『JUSTICE』と同時発売されるアルバム。オリジナルアルバムは前作『GLAY』以来2年3ヶ月振りの発売である。オリジナルアルバムの2枚同時発売は、GLAYにとっては初である。
セルフプロデュースの『JUSTICE』とは対照的に、本作は従来通り佐久間正英プロデュース作品であり、オフィシャルでは、「GLAYらしさ全開の王道サウンド」と紹介されている。TAKUROは本作に関して、「GLAYにとっての佐久間ワークスの集大成」および「TAKUROメロディーの集大成」と語っている。また、佐久間が2014年1月に死去したため、アルバムとしては本作が最後の佐久間プロデュース作品となる。アルバムタイトルは、HISASHIがギターに「JUSTICE」、「GUILTY」と命名したのをTAKUROが気に入ったことにより、決定したとのこと。
CDのみの盤とDVD同梱のCD+DVD盤の2形態。DVDには、HISASHI&茂木淳一によるMUSIC ON! TVのレギュラー番組「RX-72」のスペシャルプログラムをアルバム特典用として新たに撮影された「RX-72 -JUSTICE EDITION-」、更に2012年12月10日に開催されたZepp DiverCity公演より数曲が収録される。更に、どちらにも、2月から行われる全国アリーナツアーのチケット先行予約が封入。オフィシャルストアG-DIRECTで『JUSTICE』『GUILTY』を同時購入すると、『RX-72-G-DIRECT version-』を視聴することができるURLが記載されたカードが特典として付属する。
また、アルバム2タイトル同時購入者を対象に、「GLAY オリジナル・ポストカード4枚セット」のプレゼント及び、ショップ別応募キャンペーンが実施された(詳しい内容は『脚注』を参照)。
先行シングルである「JUSTICE [from] GUILTY」および「運命論」に本作および『JUSTICE』の予告編が収録されている。2013年1月10日には、au Exclusive Liveから合計2,000名様をペアで招待し、全国16劇場の映画館にてアルバム先行試聴会が行われた(募集期間:2012年12月10日 14:00～2012年12月19日 14:00)。アルバム先行試聴会の開催は、GLAYにとって新たな試みである。2013年1月21日には、YouTube、ニコニコ生放送、Ustreamの3サイト同時に「GLAY DIRECT TALK vol.4」の生放送が公開され、アルバムに関するトークを行った。
CMには、女優の平愛梨が出演しており、TVスポットを2パターン、WEBムービーの計3パターンが制作された。YouTubeにもアップされている。
本作発売により、GLAYのオリジナルアルバムの3の倍数のタイトルにLOVEが入っているという仕掛けが無くなった。
ジャケットのロゴはTERUが描いたものであり、GLAYのオリジナルアルバムで、ジャケットにメンバーの写真が1人も使われていないのは、『pure soul』以来約15年振りである。

## 記録
オリコンチャートでは初登場2位を獲得。『JUSTICE』が初登場1位を獲得したため、2013年2月4日付週間ランキング1・2位を独占した。男女グループ・ソロを通じ、オリジナルアルバムによる初登場1・2位独占は、1999年7月12日付のL'Arc〜en〜Ciel『ark』・『ray』以来、13年半ぶり史上2組目。今世紀では初の快挙となった。

## 収録曲

### CD
1. Red moon & Silver sun ～ My Private“Jealousy” (7:55)
  - 作詞・作曲：TAKURO / 編曲：GLAY & MASAHIDE SAKUMA & KEN SHIMA（オーケストレーションも担当）

44thシングル。島健によるオーケストレーション「Red moon & Silver sun」が追加されたアルバムバージョンで収録[16]。先行で『GLAY HIGHCOMMUNICATIONS TOUR 2011-2012 RED MOON & SILVER SUN』にて、このバージョンでオープニングを飾っており、今回の収録に当たって、TAKUROは「ライブで紹介してから、こうやってアルバムに収録できる喜びがあった。」と述べている[16]。
TAKUROはこのアルバムバージョンに関して、「映画音楽のような一つの作品として成立するようなオーバーチェアと、そこからの「My Private "Jealousy"」という、長年の構想がようやくひとつの形になった。」と述べており[16]、本来はこのような形で発表したかったと語っている[16]。
2. everKrack (album ver.) (4:14)
  - 作詞・作曲：HISASHI / 編曲：GLAY & MASAHIDE SAKUMA

43rdシングル「G4・II -THE RED MOON-」収録曲。アルバムバージョンで収録。シングルとの差異として、ギターソロとその直前の部分のTAKUROのギターがライブで演奏されるものに近くなっている点などが挙げられる。
3. FACTORY (4:53)
  - 作詞・作曲：TAKURO / 編曲：GLAY & MASAHIDE SAKUMA

アルバム『GLAY』の時からセッションしていた曲で、レコーディングには試行錯誤し、3、4回ぐらいリズムを録り直した[16]。
TAKUROはこの曲に関して、「18歳のころからその会社に尽くしてきたのに、いとも簡単に会社から切られてしまう日本の現状に例えて曲を書いた。」と述べており[4]、「福島第一原発の事故以降、企業人としての在り方を考えることがあって。(中略) 学ぶって何だろう、人の上に立つって何だろう、会社を引っ張るということは何だろうって強く考えさせられて。」とも語っている[4]。
また、HISASHIのアイデアで、間奏でギターがガガッと入る展開があるが、そこにはHISASHIが仮で入れたベースが入っている。いいベースだったからそのまま残したとのこと[4]。
4. 冬の遊歩道 (4:24)
  - 作詞・作曲：TAKURO / 編曲：GLAY & MASAHIDE SAKUMA

アルバム『GLAY』の時に作られた曲[4]で、『GLAY Anthology』付属の冊子にも曲名が掲載されたページがある。前作には収録されなかったが、2年半の月日を経て、本作に収録される運びとなった[4]。
TAKUROは、「自分の中では王道でありながら、テクニックじゃないところでできた、かなり優秀な曲。」と述べており[4]、「最後に畳み掛ける歌詞の盛り上げ方が非常に気に入っている。」と語っている[4]。
しかし一方で、「このぐらいから、自分のメロディーに対して疑問を持つようになり、そろそろ違うステージに行かなきゃいけないとよく考えていた。」とも語っていた[4]。
5. 華よ嵐よ (4:30)
  - 作詞・作曲：TAKURO / 編曲：GLAY & MASAHIDE SAKUMA & DJ Mass MAD Izm* / キーボード編曲：KYOKO OSAKO

TAKURO曰く、ローリング・ストーンズの「ミス・ユー」あたりのブルースを下地にしたディスコ曲[4]。GLAYのメロディーでありながら、ちょっと踊れる感じの曲で、ライブでやるのが楽しみと語っており[4]、ライブでは、レゲエのコンサートなどでよく見られる「プロペラ」（タオルを頭上でブンブン振り回す）を行って、会場を盛り上げた。
アレンジにはDJ Mass MAD Izm*も参加しており、そのブルースの下地がほとんどないために、彼にアレンジをお願いしたと語っており[4]、TERUも、4つ打ちの曲で、アレンジが大変だったと語っている[16]。
6. キリノナカ (album ver.) (4:29)
  - 作詞・作曲：TAKURO / 編曲：GLAY & MASAHIDE SAKUMA

43rdシングル「G4・II -THE RED MOON-」収録曲。アルバムバージョンで収録。2番のAメロのTAKUROのギターがシングルよりもライブで披露されるものに近くなっている。
7. 初恋を唄え (4:55)
  - 作詞・作曲：TAKURO / 編曲：GLAY & MASAHIDE SAKUMA / 弦編曲：MASAHIDE SAKUMA

卒業時期の函館の風景を歌った曲[4]で、本曲もアルバム『GLAY』の候補曲だった[16]。スタジオではなく、TAKUROおよびHISASHIの母校の北海道函館稜北高等学校で、合唱部と共にレコーディングを行った[16]。
しかし、そこの合唱部だけでは人数が足らなく、TERUの母校である北海道函館商業高等学校の合唱部にも声をかけてもらったと言う[4]。
TAKUROは、合唱部のコーラスに関して、「高校3年間を手に入れられるなら、人生のラスト10年いらないって人もいるぐらい重要な時期。どんなうまい人でも絶対に出せない儚さ、切なさがあって、まさにこの世界観に近いものを感じ、感動した。」と語っている[4]。
また、JIROは本曲に関して、「『運命論』がUKロックテイストのアンセムなら、この曲はGLAYが日本のロックの歴史の中で作ってきたスタンダードなアンセム。こう言う歌だからこそサウンドはあえて不器用なくらいがグッとくると考え、サウンドはキレイになり過ぎないように心がけた。」と語っている[4]。
『GLAY HIGHCOMMUNICATIONS TOUR 2011-2012 RED MOON & SILVER SUN』の後半において、エンドロールで先行披露された。
8. Bible (4:28)
  - 作詞・作曲：TAKURO / 編曲：GLAY & MASAHIDE SAKUMA

45thシングル。
9. Ruby's Blanket (4:07)
  - 作詞：TAKURO / 作曲：JIRO / 編曲：GLAY & MASAHIDE SAKUMA

43rdシングル「G4・II -THE RED MOON-」収録曲。
10. 君にあえたら (6:50)
  - 作詞・作曲：TAKURO / 編曲：GLAY & MASAHIDE SAKUMA

ミニアルバム『Hope and The Silver Sunrise』収録曲。
11. Bible (Glay Christmas Show 2012 At Zepp Diver City (2012.12.10))
iTunes Store予約限定のみの収録。

### DVD
- RX-72 -GUILTY EDITION-

HISASHIと茂木淳一がスタジオでアルバムのレコーディングを時系列順に解説する合間に、「特別講師」として各メンバーごとにそれぞれアルバム制作のエピソードを解説する映像が入り、更に各メンバーの映像の途中にそれぞれ1曲ずつ『HOTEL GLAY presents GLAY CHRISTMAS SHOW 2012 Winter THE SWEET ROOM in Zepp DiverCity』のライブ映像を挟むという構成になっている。
|   | アルバム制作のエピソード                                                       | ライブ映像            |
| - | ------------------------------------------------------------------------------ | --------------------- |
| 1 | TERUとプロデューサー・エンジニア佐久間正英の対談によるレコーディング模様の紹介 | My Private “Jealousy” |
| 2 | TAKUROと音楽ライター佐伯明の対談による作詞・作曲等の経緯の紹介                 | 君が見つめた海        |
| 3 | JIROとドラムス担当サポートメンバー永井利光の実演によるベースラインの解説       | Ruby's Blanket        |
| 4 | HISASHIによる彼が担当したトラックの音作りの解説                                | everKrack             |

## 参加ミュージシャン
- MASAHIDE SAKUMA（キーボード）
- TOSHI NAGAI（ドラムス）
- SEIICHIRO NAGAI（M9・ピアノ）
- CHIEKO KINBARA STRINGS（M1・ストリングス）
- SEIRA KAGAMI（M2・コーラス）
- KAZUHIDE TSUNEMI (LEO MUSIC)（M3・サウンドエフェクト）
- KYOKO OSAKO （M5・キーボード）
- CRUSHER KIMURA STRINGS（M7・ストリングス）
- 北海道函館稜北高等学校 & 北海道函館商業高等学校合唱団（M7・コーラス）

## スタッフ

### CD
レコーディング・ミキシング
MASAHIDE SAKUMA & FUMIE NAKAZAKI (VITAMIN PUBLISHING INC.)
SHUNICHI KOGAI (M1)
マスタリング
STEPHEN MARCUSSEN at MARCUSSEN MASTERING STUDIOS

### DVD
監督
JUN SAITO (TETRAPOT FILMS)
ライブ音源ミキシング
NORIYUKI KISOU (v.f.v studio inc.)
マスタリング
YASUJI MAEDA (BERNIE GRUNDMAN MASTERING)
オーサリング
SAWAKO RYUKO (BERNIE GRUNDMAN MASTERING)